# Новодеревенская (деревня)
Новодеревенская — деревня в  Омутинском районе Тюменской области в составе Окуневского сельского поселения.

## География
Деревня располагается на берегу реки Окуневки, а также на берегу водохранилища, образованного из вод данной реки. Находится в 11 км от села Омутинское и в 130 км от Тюмени.
Севернее деревни расположен горячий источник.

## История
Деревня основа в промежутке 18—19 веков. В деревне имелась Церковь Новодеревенский Вознесенский храм (упом. 1895 - не позднее 1901).

## Население
| 2010 |
| ---- |
| 235  |